# Josef Rindsfüßer
Josef Rindsfüßer (* 7. Oktober 1864 in Osterspai; † 8. August 1927 in Frankfurt am Main) war ein deutscher Architekt. Er lebte und arbeitete in Frankfurt, ab 1896 in einem gemeinsamen Architekturbüro mit Martin Kühn (* 1869 in Fechenheim bei Frankfurt; † 11. Januar 1942 in Frankfurt am Main).

## Bauten
Von den erhaltenen Bauten des Büros Rindsfüßer und Kühn stehen etliche unter Denkmalschutz.
- Geschäftshaus Kaiserstraße 57 in Frankfurt; erbaut 1893; Neorenaissance
- Geschäftshaus Kaiserstraße 59 / Elbestraße 26 in Frankfurt; Das 1893 erbaute Haus hat helle Naturstein-Fassaden im Stil der Neorenaissance, die durch Eckerker und ein überkuppeltes Belvedere zentriert werden.
- Geschäftshaus der Firma Bender & Gattmann in Frankfurt, Baseler Straße 27 (vormals Königstraße 2); Die Firma wurde 1873 von August Bender und Bernhard Gattmann gegründet und 1933 in Deutsche Kleiderwerke AG umbenannt. Das 1898 errichtete Gebäude besitzt eine großzügig proportionierte Naturstein-Fassade im Stil der Neorenaissance.[3][4]
- Geschäftshaus Kaiserstraße 56 / Elbestraße 28 in Frankfurt; Bauherr war der Schneidermeister Wilhelm Franz. Der 1900 errichtete, historistische Bau mit hellen Naturstein-Fassaden in derben Mischformen aus Mittelalter und Renaissance wurde nach Kriegsschäden im Bereich der Dächer, Giebel und Ecktürmchen vereinfacht instand gesetzt und 1995 nahezu detailgetreu rekonstruiert.
- Geschäftshaus Münchener Straße 4–6 in Frankfurt; errichtet 1901 für den Bauunternehmer und Hotelier Heinrich Wilhelm Müller mit monumentaler Naturstein-Fassade in modernisierten Formen der Neorenaissance
- Geschäftshaus für Heinrich Hüttenbach in Worms am Rhein, Kämmererstraße 22; Das Gebäude wurde 1901–1902 errichtet und zeigte vor allem im ersten Obergeschoss zahlreiche Jugendstil-Dekorationen. Von dem Bauwerk ist nur der heute unter Denkmalschutz stehende Ecktrakt erhalten geblieben. Der Erker ist fast vollständig erhalten, an seiner Fassade findet sich das Wappen von Worms. Die ursprüngliche Fassade des Erdgeschosses ist nicht erhalten.
- Geschäftshaus Roßmarkt 15 in Frankfurt; Bauherr des neoklassizistischen Hauses war der Frankfurter Bauunternehmer Carl C. Junior. Das 1903–1904 erbaute Haus hat eine Naturstein-Fassade mit Kolossalsäulen, noblem Dekor und erhaltenen originalen Balkongittern. Das Gebäude erlitt im Zweiten Weltkrieg erhebliche Schäden und wurde danach mit Veränderungen (insbesondere im Dachbereich) instand gesetzt.
- Geschäftshaus der Firma Frank & Baer in Frankfurt, Zeil 70; Die Inhaber Moses Frank und Nathan Carl Baer verkauften Manufakturwaren, Damen-Konfektion und Bijouterie. Das 1904 auf dem Grundstück des stadtbekannten Café Mozart errichtete Geschäftshaus wurde 1912 durch den östlich angrenzenden ehemaligen Weidenhof erweitert und in seiner Gesamtheit mit einer der Reformarchitektur jener Jahre verpflichteten Fassade versehen.
- Fabrikgebäude für die Bauersche Gießerei in Frankfurt, Hamburger Allee 45 (ursprünglich Moltkeallee); errichtet 1904; Industriearchitektur in Formen des Jugendstils
- Ursprungsbau des Sanatoriums Dr. Oskar Kohnstamm in Königstein im Taunus, Ölmühlweg 12; erbaut 1904–1905; Anlage später durch andere Architekten erweitert
- Geschäftshaus Taunusstraße 45–47 in Frankfurt; erbaut 1905, Jugendstilfassade aus hellem Sandstein; Hermesköpfe als Abschluss der Kolossal-Pilaster
- Textilkaufhaus Peter Kurtenbach in Limburg an der Lahn, Bahnhofstraße 6; erbaut 1906; Die kleinteilig rhythmisierte, in der Wirkung aber großzügige Werkstein-Fassade steht in der Nachfolge großstädtischer Vorbilder und ist in Limburg einzigartig.
- Erweiterungsbau des Kaufhauses Michael Schneider in Frankfurt, Zeil #; Das Kaufhaus war seit 1899 zunächst im Haus Minerva auf der Zeil ansässig und wurde im selben Jahr von dem Geschäftsmann Gottlob Beilharz übernommen. Der Erweiterungsbau wurde 1906–1907 auf dem Eckgrundstück zur 1898 verbreiterten Stiftstraße errichtet, ab 1911 erstreckte sich das Kaufhaus auch auf den benachbarten Hessischen Hof.
- Kaufhaus Gebrüder Rothschild (später Henschel & Ropertz, heute Kaufhaus Henschel) in Darmstadt, Marktplatz; Der Entwurf mit teils neubarocken Stilelementen entstand wegen seiner Bedeutung für das historische Stadtbild in Sichtweite des Alten Rathauses und des Neuen Schlosses unter Beratung durch den Darmstädter Architekten und Denkmalpfleger Georg Wickop und wurde ab 1908 in zwei Bauabschnitten ausgeführt.
- Büro- und Geschäftshaus Zeilpalast der Firma Modehaus Gebrüder Robinsohn in Frankfurt, Zeil 123 / Liebfrauenstraße / Pfandhausgasse; Der 1908–1910 an Stelle zweier klassizistischer Häuser entstandene Zeilpalast bildete das westliche Entrée zur Liebfrauenstraße und entstand in neunmonatiger Bauzeit mit einem Kostenaufwand von 600.000 Mark. Der fünfgeschossige Eckbau war in Eisenbeton konstruiert und hatte drei freiliegende Fronten mit abgerundeten Gebäudekanten an der Zeil. Das Erdgeschoss enthielt große Schaufensteröffnungen, während die oberen vier Geschosse mittels durchgehender Pfeiler gegliedert waren. Das steile, überhängende, abgewalmte Dach trug einen Dachaufbau mit Fenstern. Es zeigte über dem First einen viereckigen Aufbau, den ein offenes, mit einer Kuppel überdecktes Belvedere bekrönte. Die Fassaden waren im Erdgeschoss mit keramischen Platten aus der Großherzoglich Hessischen Keramischen Manufaktur in Darmstadt verblendet; Schaufenster und Schaukästen waren aus Bronze. Die oberen vier Geschosse der Fassaden waren in gelbweißem, geflammten Pfälzer Sandstein ausgeführt. Die Modelle der Bildhauerarbeiten an der Fassade stammten vom Bildhauer William Ohly. Eingangsflur, Vestibül und Treppenhaus waren mit Marmor verkleidet. Im Erdgeschoss befanden sich Ladenlokale und ein zum Treppenhaus und den Aufzügen führende Flur. Die oberen Geschosse enthielten Büroräume, die sich um einen inneren Lichthof gruppierten.[5] Das Stammhaus des Modehauses Gebrüder Robinsohn wurde in Hamburg gegründet. Nach dessen geschäftlichem Erfolg wurden zahlreiche Niederlassungen im Deutschen Reich, so auch in Frankfurt am Main gegründet. 1905 wurde ein neobarockes Geschäftshaus direkt neben der Katharinenkirche vom Frankfurter Architekten Julius Lönholdt gebaut. Wenige Jahre später erfolgte der Bau des Büro- und Geschäftshauses Zeilpalast in direkte Nachbarschaft durch den Architekten Josef Rindafüßer. 1927 mussten beide Häuser an die Nassauische Landesbank verkauft werde. 1944 wurden beide Häuser durch Fliegerbomben stark beschädigt. Nur der ehemalige Zeilpalast wurde in geänderter Form wieder aufgebaut (Hako-Haus).
- Geschäftshaus Gutleutstraße 40 in Frankfurt; erbaut 1911 für das Bornheimer Baugeschäft Anton Hilf mit neoklassizistischer Fassade aus rotem Sandstein
- Geschäftshaus der Posamenten- und Damenhutfabrik Ludwig Gerngroß & Co. in Frankfurt, Gutleutstraße 42–44; erbaut 1912
- Verwaltungsgebäude für die Lencoryt-Spinnerei L. Neuberger & Co. in Frankfurt, Osthafenplatz 6/8; Das 1913 errichtete Gebäude besitzt ebenfalls eine repräsentative neoklassizistische Fassade mit Kolossalsäulen und einem imposanten Portal.[6]
- Doppelwohnhaus für die Kaufleute F. Reis und M. Moses in Frankfurt, Wolfsgangstraße 3/5; errichtet 1925

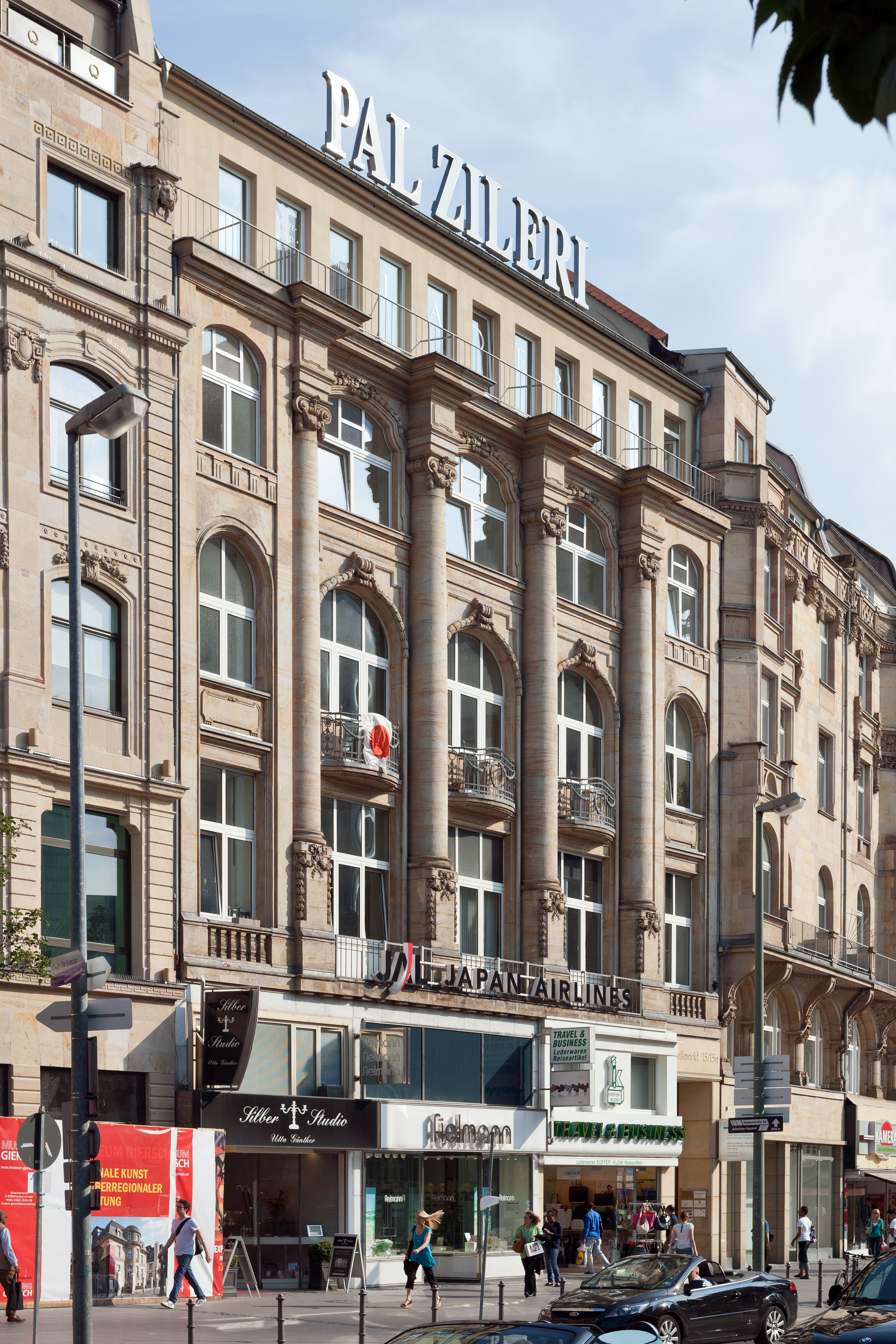
Geschäftshaus Roßmarkt 15 in Frankfurt
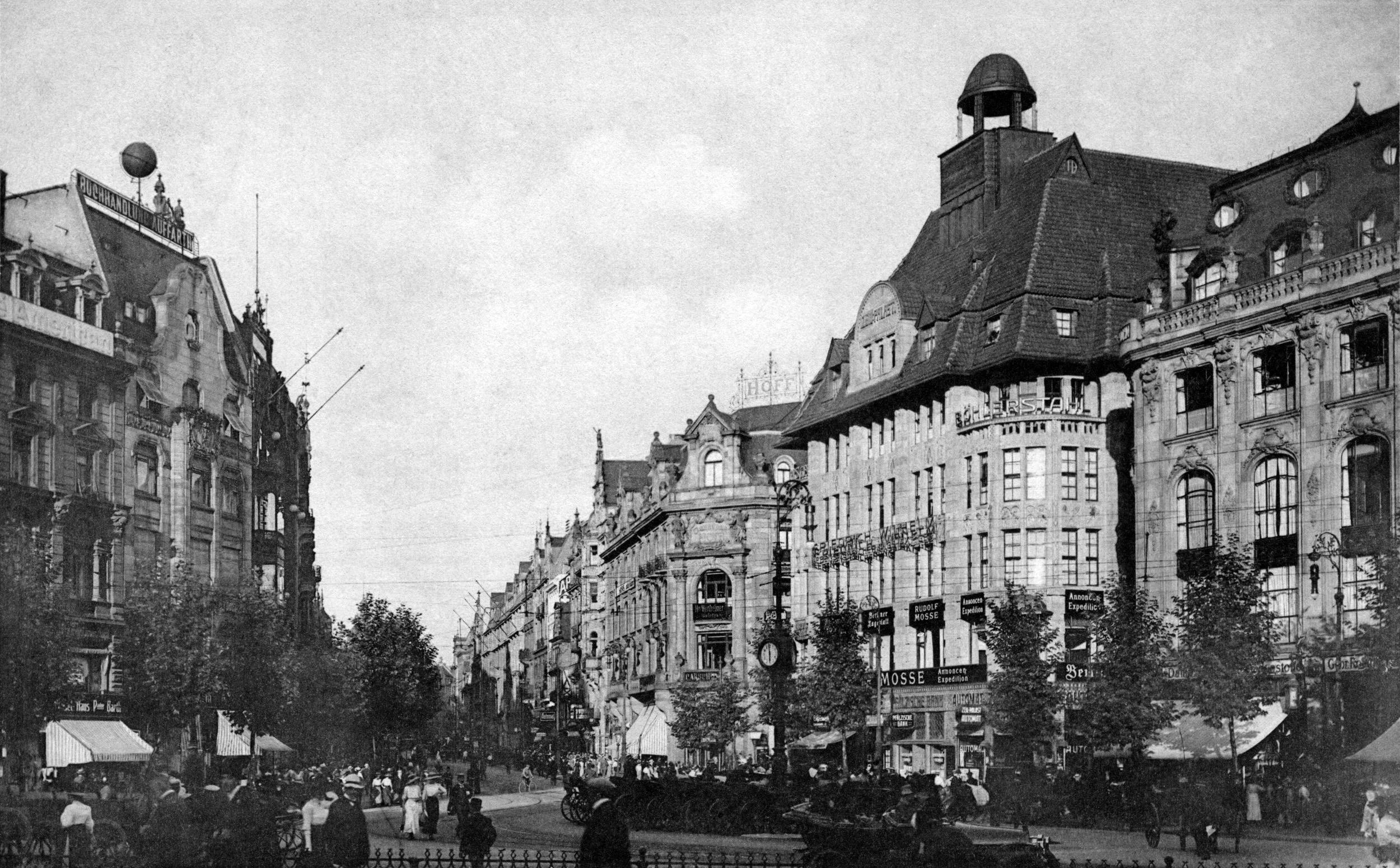
Zeilpalast in Frankfurt
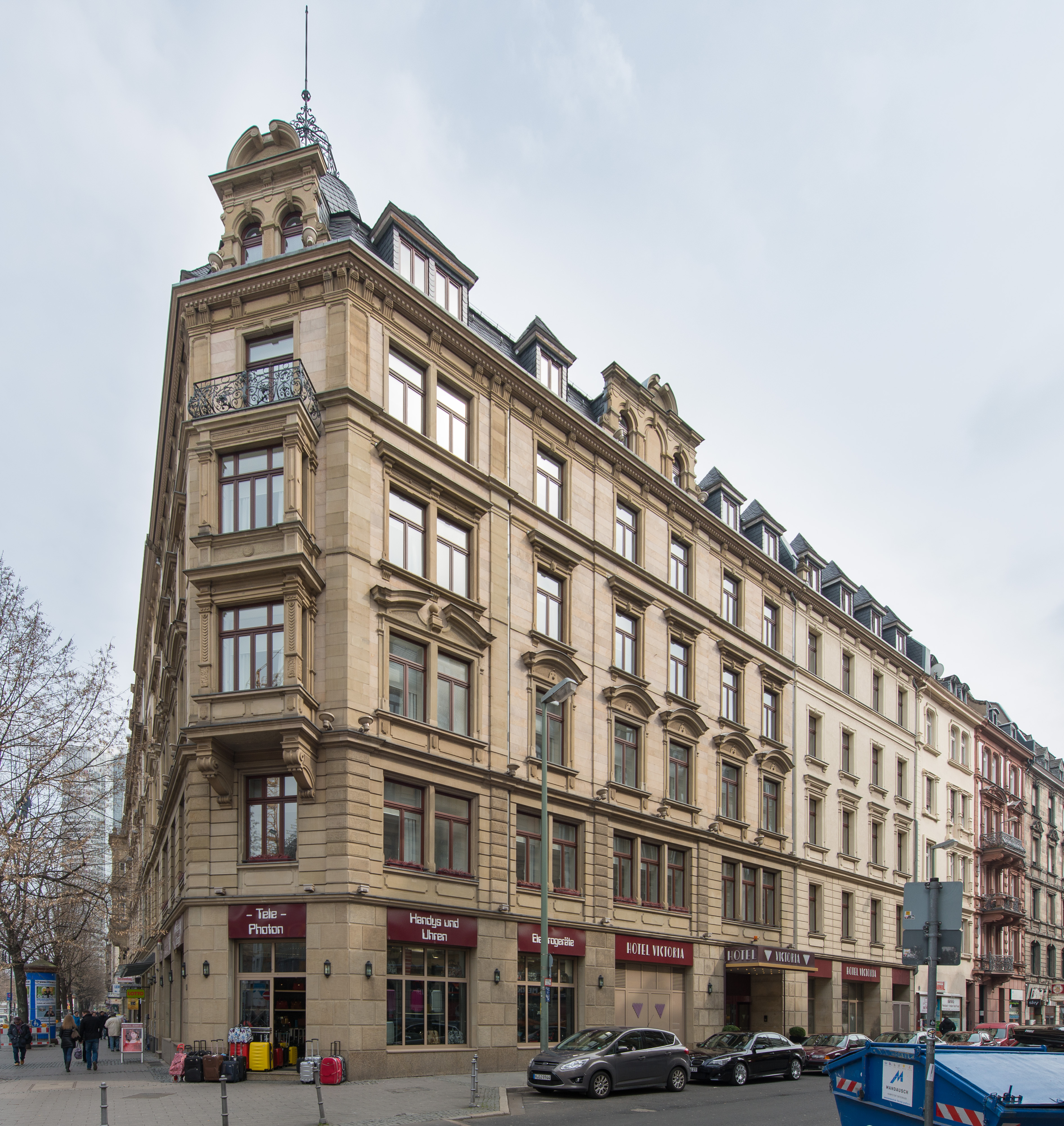
Geschäftshaus Kaiserstraße 59 / Elbestraße 26 in Frankfurt
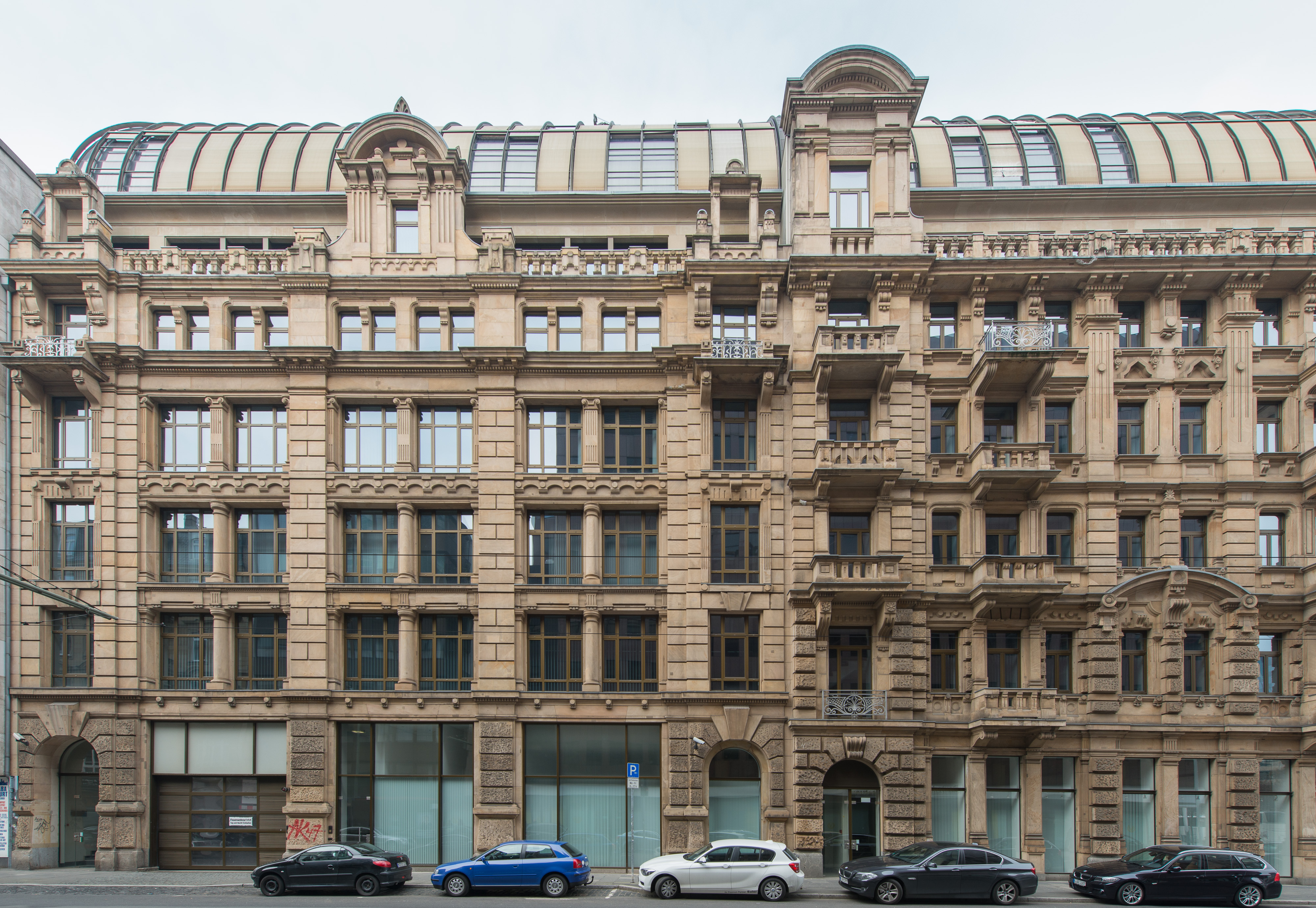
Geschäftshaus Münchener Straße 4–6 in Frankfurt
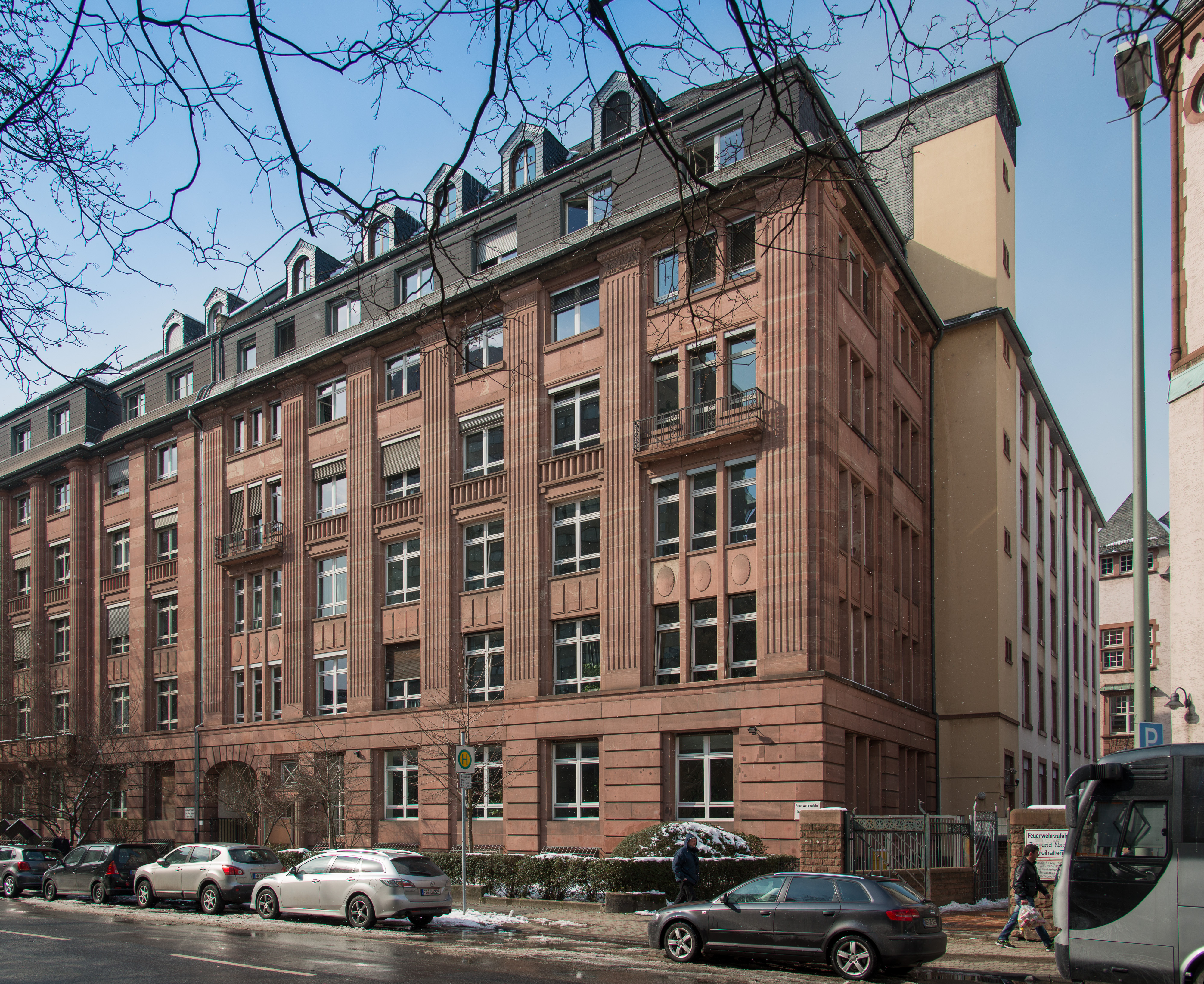
Geschäftshaus Gutleutstraße 40 in Frankfurt
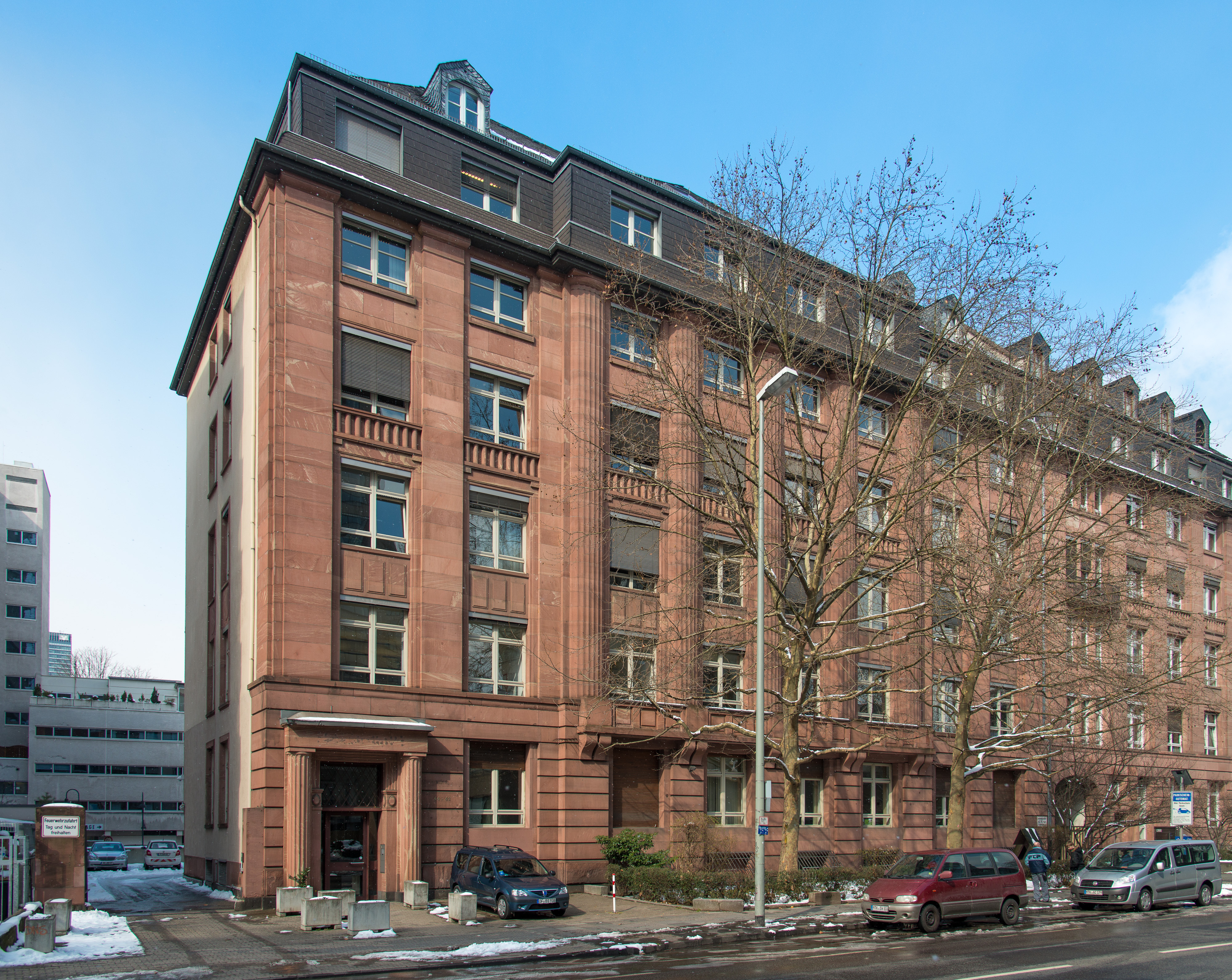
Geschäftshaus Gutleutstraße 42–44 in Frankfurt
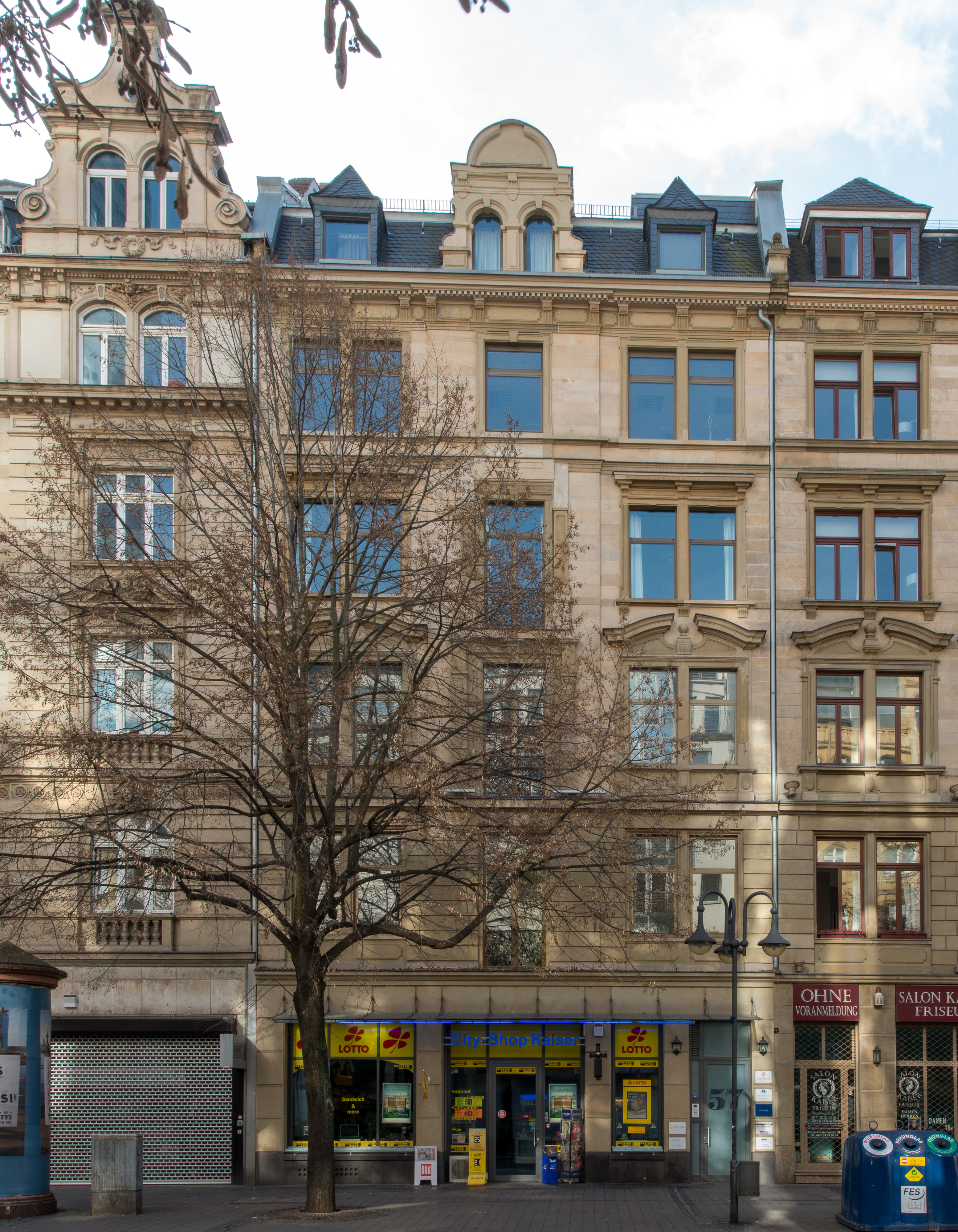
Geschäftshaus Kaiserstraße 57 in Frankfurt
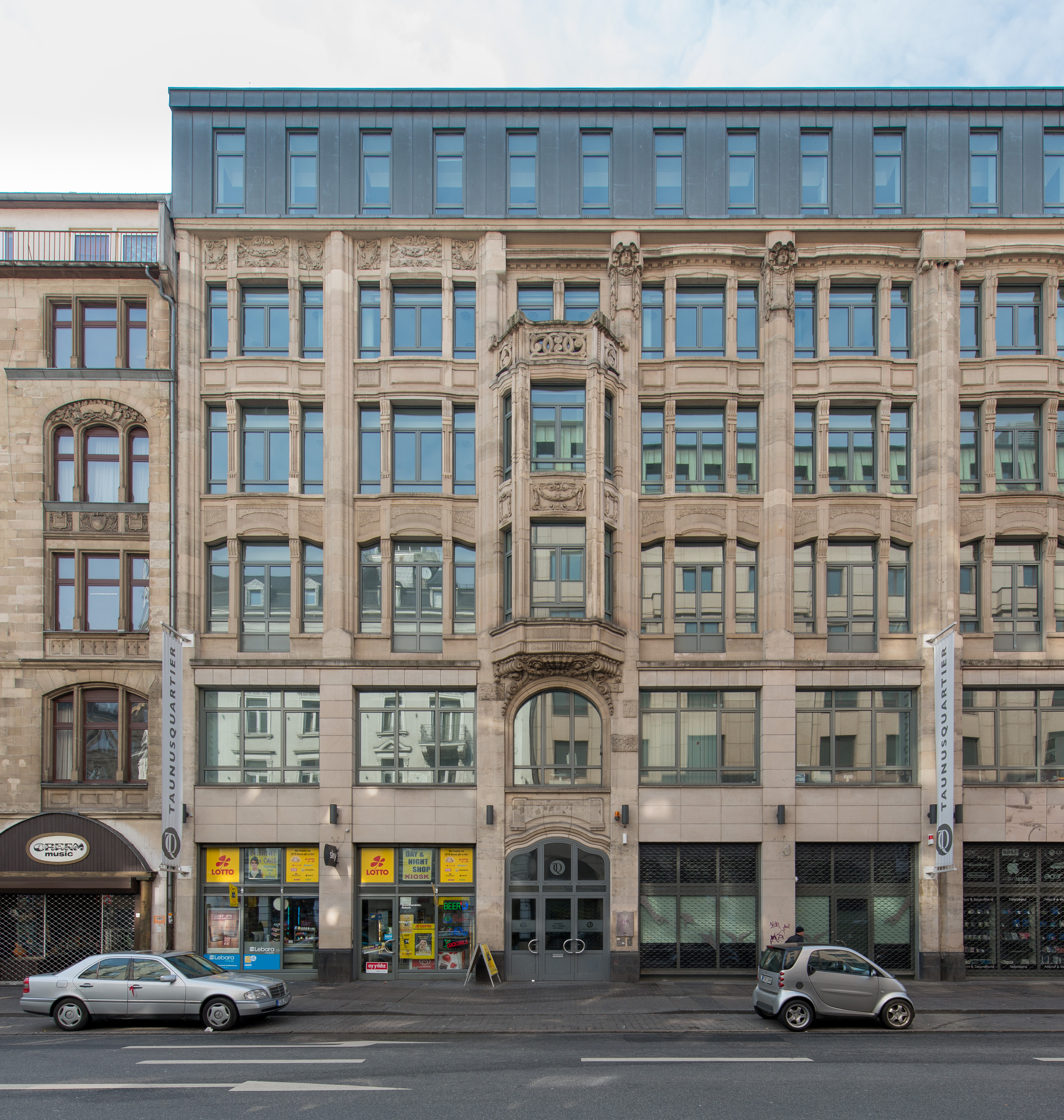
Geschäftshaus Taunusstraße 45–47 in Frankfurt
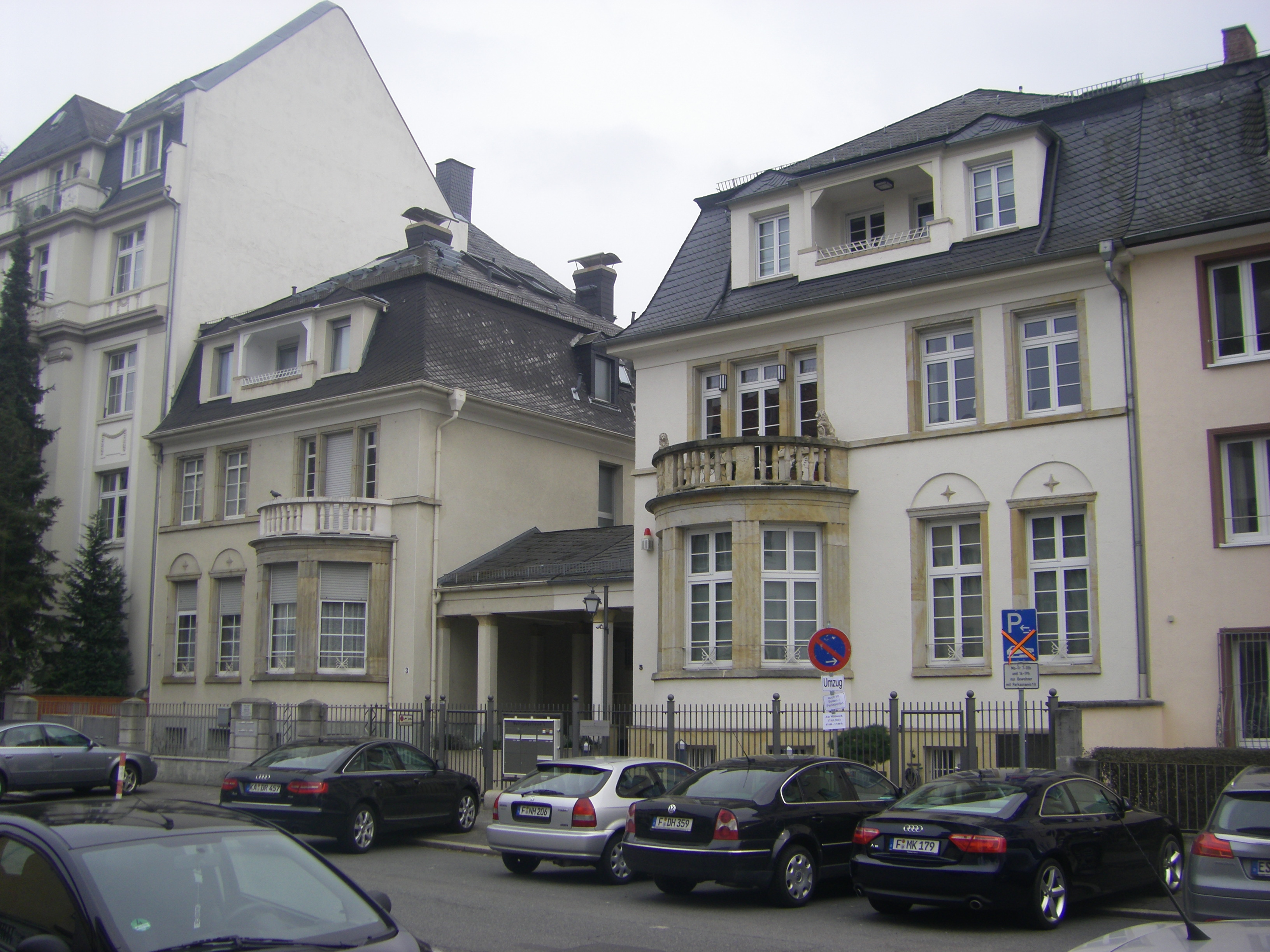
Doppelwohnhaus Wolfsgangstraße 3/5 in Frankfurt
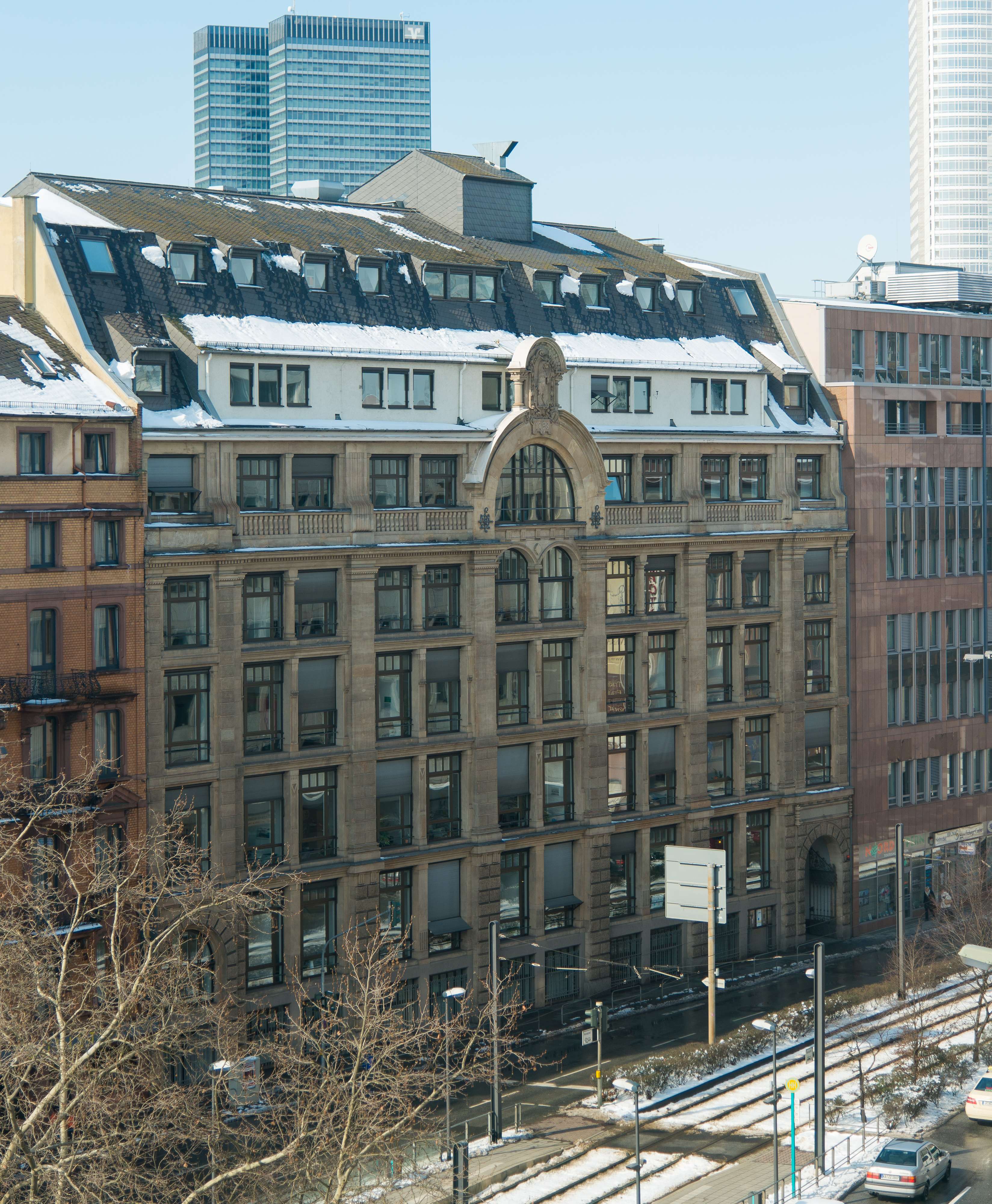
Geschäftshaus Bender & Gattmann in Frankfurt
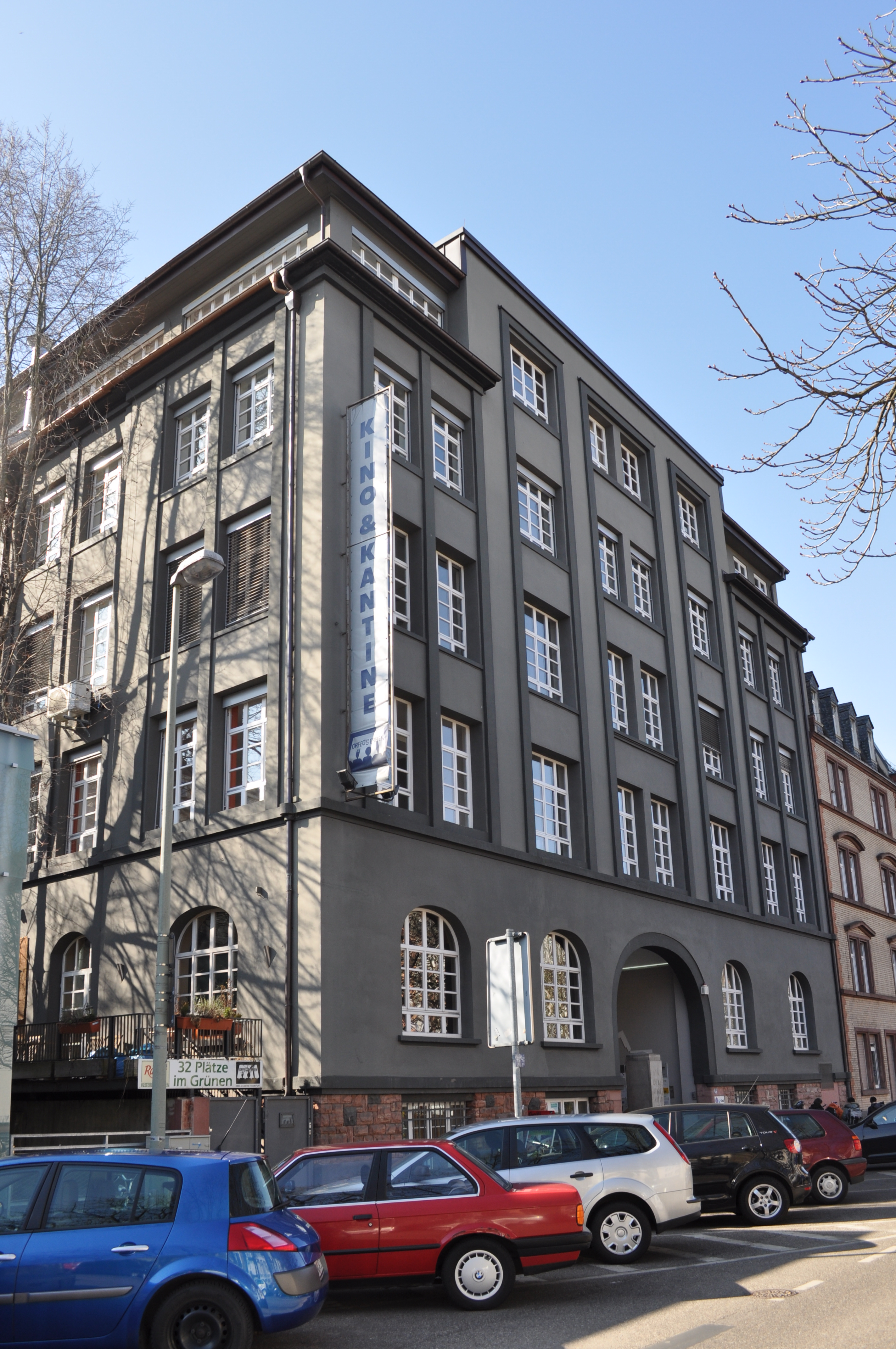
Fabrikgebäude der Bauerschen Gießerei in Frankfurt
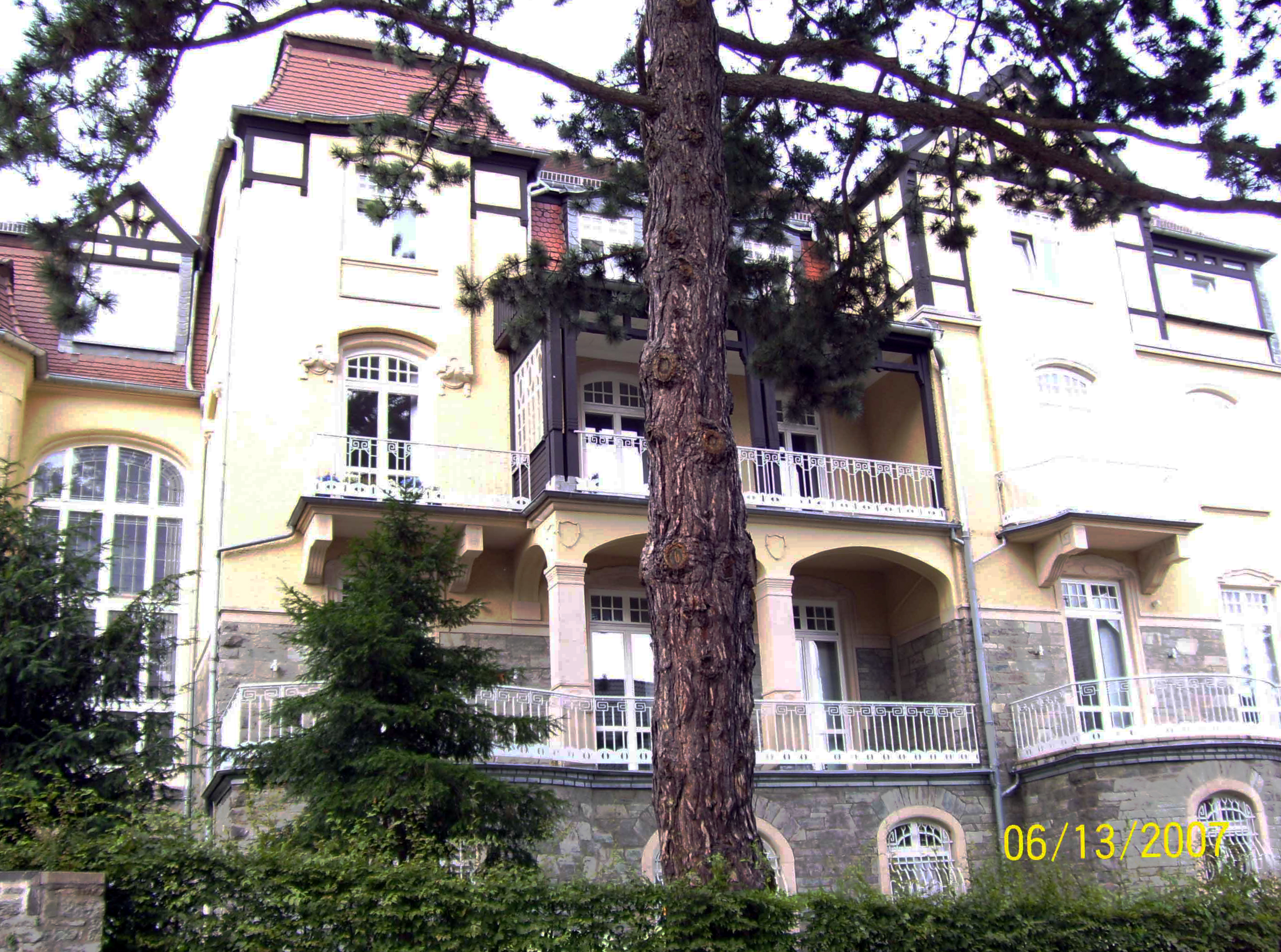
Gebäude des Sanatoriums Dr. Kohnstamm in Königstein im Taunus